# Héloïse Guay de Bellissen
Héloïse Guay de Bellissen est une femme de lettres française née en 1981. 

## Biographie
D'abord libraire, elle signe des livres sur le slam et Spinoza avant de publier en 2014 son premier roman, Le Roman de Boddah, sur l'ami imaginaire de Kurt Cobain.

## Ouvrages
- Le Roman de Boddah, Fayard, 2014.
- Les Enfants de chœur de l’Amérique, Éditions Anne Carrière, 2015.
- Dans le ventre du loup, Flammarion, 2018.
- Parce que les tatouages sont notre histoire, Robert Laffont, 2019.
- Le dernier inventeur, Robert Laffont, 2020. Ouvrage consacré à Simon Coencas, dernier survivant du quatuor d'adolescents qui découvrit la grotte de Lascaux.